# Tochukwu Nnadi
Tochukwu Nnadi (30 giugno 2003) è un calciatore nigeriano, centrocampista dello Zulte Waregem.

## Carriera

### Club
Nnadi ha mosso i primi passi nel mondo del calcio nel Campos FC di Owerri, da cui poi è passato al Madenat al-Amal negli Emirati Arabi Uniti. L'11 agosto 2021 dopo un periodo di prova ha firmato un contratto di tre anni con il Botev Plovdiv in Bulgaria. Il 3 aprile 2022 ha esordito in prima squadra giocando l'incontro di Părva profesionalna futbolna liga perso 3-0 contro il Ludogorec.
Nel gennaio del 2024 si trasferisce allo Zulte Waregem, club della seconda divisione belga, con cui nella stagione 2024-2025 vince il campionato.

### Nazionale
Nel maggio 2023 è stato convocato dalla nazionale Under-20 nigeriana per il campionato mondiale di categoria.

## Statistiche

### Presenze e reti nei club
Statistiche aggiornate al 23 giugno 2023.
| Stagione             | Squadra              | Campionato           | Campionato | Campionato | Coppe nazionali | Coppe nazionali | Coppe nazionali | Coppe continentali | Coppe continentali | Coppe continentali | Altre coppe | Altre coppe | Altre coppe | Totale | Totale |
| Stagione             | Squadra              | Comp                 | Pres       | Reti       | Comp            | Pres            | Reti            | Comp               | Pres               | Reti               | Comp        | Pres        | Reti        | Pres   | Reti   |
| -------------------- | -------------------- | -------------------- | ---------- | ---------- | --------------- | --------------- | --------------- | ------------------ | ------------------ | ------------------ | ----------- | ----------- | ----------- | ------ | ------ |
| 2021-2022            | Botev Plovdiv II     | 2L                   | 7          | 1          |                 | -               | -               |                    | -                  | -                  |             | -           | -           | 7      | 1      |
| 2022-2023            | Botev Plovdiv II     | 2L                   | 6          | 0          |                 | -               | -               |                    | -                  | -                  |             | -           | -           | 6      | 0      |
| 2021-2022            | Botev Plovdiv        | 1L                   | 6          | 0          | CB              | 0               | 0               |                    | -                  | -                  |             | -           | -           | 6      | 0      |
| 2022-2023            | Botev Plovdiv        | 1L                   | 19         | 0          | CB              | 2               | 0               |                    | -                  | -                  |             | -           | -           | 21     | 0      |
| Totale Botev Plovdiv | Totale Botev Plovdiv | Totale Botev Plovdiv | 25         | 0          |                 | 2               | 0               |                    | -                  | -                  |             | -           | -           | 27     | 0      |
| Totale carriera      | Totale carriera      | Totale carriera      | 38         | 1          |                 | 2               | 0               |                    | -                  | -                  |             | -           | -           | 40     | 1      |

## Palmarès

### Club

#### Competizioni nazionali
- Challenger Pro League: 1

Zulte Waregem: 2024-2025